# Charles Toussaint Labadye
Charles Toussaint Labadye ou Labadie, né le 13 avril 1771 à Paris où il est mort le 5 janvier 1807, est un dessinateur et peintre français. Il est surtout connu pour les portraits qu'il a fait d'une partie des députés aux États généraux de 1789 et à la Constituante. Plusieurs centaines de ses œuvres sont dans les collections nationales.

## Biographie
Charles Toussaint Labadye naît à Paris en 1771.
Portraitiste, il est l'élève de François-André Vincent,. En 1788, il obtient une 2e médaille ; l'année suivante, il concourt pour le Grand Prix mais obtient une 1re médaille.

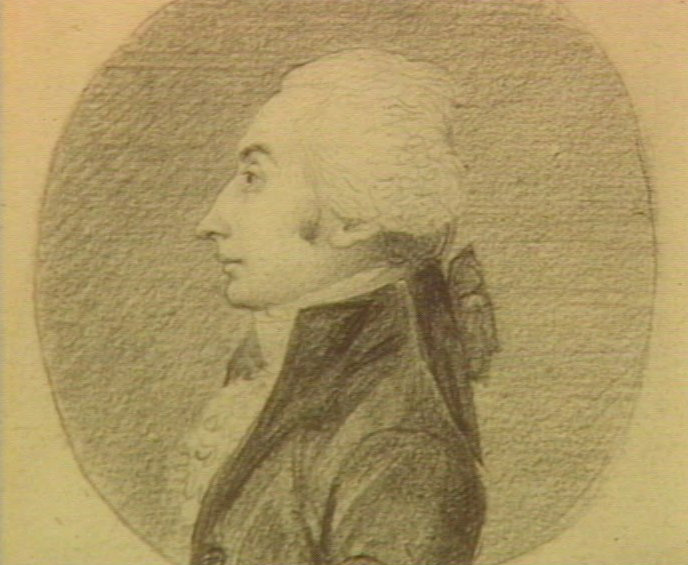
François-Pierre Blin, un des portraits par Labadye pour sa série sur les députés

Il dessine en 1789-1790 les portraits d'un bon nombre de députés aux États généraux et à l'Assemblée constituante. Certains de ses portraits sont conservés seulement à l'état de dessin, comme celui de François-Pierre Blin, ou celui de Jacques Louis Nicolas Vaillant ; mais la plupart sont ensuite gravés. Il représente ainsi un grand nombre de députés, dont des célébrités comme Mirabeau, mais aussi d'autres personnalités illustres comme le savant américain Benjamin Franklin. Plus de 600 de ses portraits sont conservés à la Bibliothèque nationale de France.
Labadye expose en 1791 à l'Exposition de la Jeunesse. Il remporte en 1792 avec Louis-Aymond Thomassin le prix de la demi-figure peinte, institué par Quentin de La Tour. Il participe de nouveau au concours pour le Grand Prix en 1793. Il expose quatre portraits au salon de 1798,.
Il meurt à Paris en 1807.

## Dans les collections publiques
- Bibliothèque nationale de France, Cabinet des estampes : plus de 600 portraits.

## Distinctions
- 2e médaille, 1788.
- 1re médaille, 1789.
- Prix Quentin de La Tour de la demi-figure peinte, 1792[13].